# Барбаджія
40°00′ пн. ш. 9°12′ сх. д. / 40° пн. ш. 9.2° сх. д.
Барбаджія (італ. Barbagia, [barˈbaːdʒa]; сард. Barbàgia, Barbàza) — географічний, культурний та природний регіон внутрішньої Сардинії, що здебільшого знаходиться в провінції Нуоро та Ольястра та розташований вздовж гірського масиву Дженнардженту.
Назва походить від Цицерона, який описував цю землю як населену варварами; римське панування над цією частиною острова насправді було лише номінальним внаслідок Римсько-сардинських війн. Це слово має спільну етимологію з нині застарілим словом «Барбарія».
Сардинців, багато повстань яких виникли в цій місцевості, також висміювали стародавні римляни, використовуючи зневажливий термін latrones mastrucati — «злодії, що носять грубий вовняний одяг».
У 594 році Папа Григорій Великий написав листа до Госпіто, християнина, якого він називає «ватажком барбаричінів» (dux barbaricinorum). Госпіто, очевидно, дозволив євангелізацію язичницької Барбаджії християнськими місіонерами.
Територію зазвичай поділяють на п'ять Барбаджій: Барбаджію Оллолай, Барбаджію Сеуло, Барбаджію Белві, Мандролізай і, нарешті, Барбаджію Тригонія, історичну назву, під якою колись називалася область Ольястра. Дві останні названі на честь субрегіону, а решта — на честь їхніх головних сіл.
Територія складається переважно зі скелястих і крутих пагорбів і гір, і тут мало присутності людей. Барбаджія є однією з найменш населених територій Європи, що дозволило їй краще зберегти культурні та природні скарби острова. Згідно з дисертацією археолога Джованні Лілліу, історія Сардинії завжди характеризувалася тим, що він називав «константою сардинського опору», протистоячи загарбникам, які в різні часи намагалися панувати над корінним населенням. Барбаджа — один з небагатьох регіонів Сардинії, де сардинська мова у своїх власних різновидах, як нуорська, так і кампіданська, досі використовується повсякденно, тоді як решта острова вже здебільшого зазнала ґрунтовної італізаціонізації та переходу на італійську мову.
Одним з найважливіших сіл є Гавой. Оргозоло славилося своїми бандитами та викрадачами, а також типовими фресками. Оліена добре відома своїми винами (особливо Непенте, вином, виготовленим з винограду сорту Каннонау). Ще одне відоме місто — Фонні, найвисокогірніше місто Сардинії, що лежить на висоті понад 1000 метрів над рівнем моря. Фонні також є воротами до гірської системи Дженнардженту.
Економіка складається з сільського господарства, вівчарства, мистецтва та традиційного бізнесу, туризму та легкої промисловості.